# Dorfkirche Reinharz

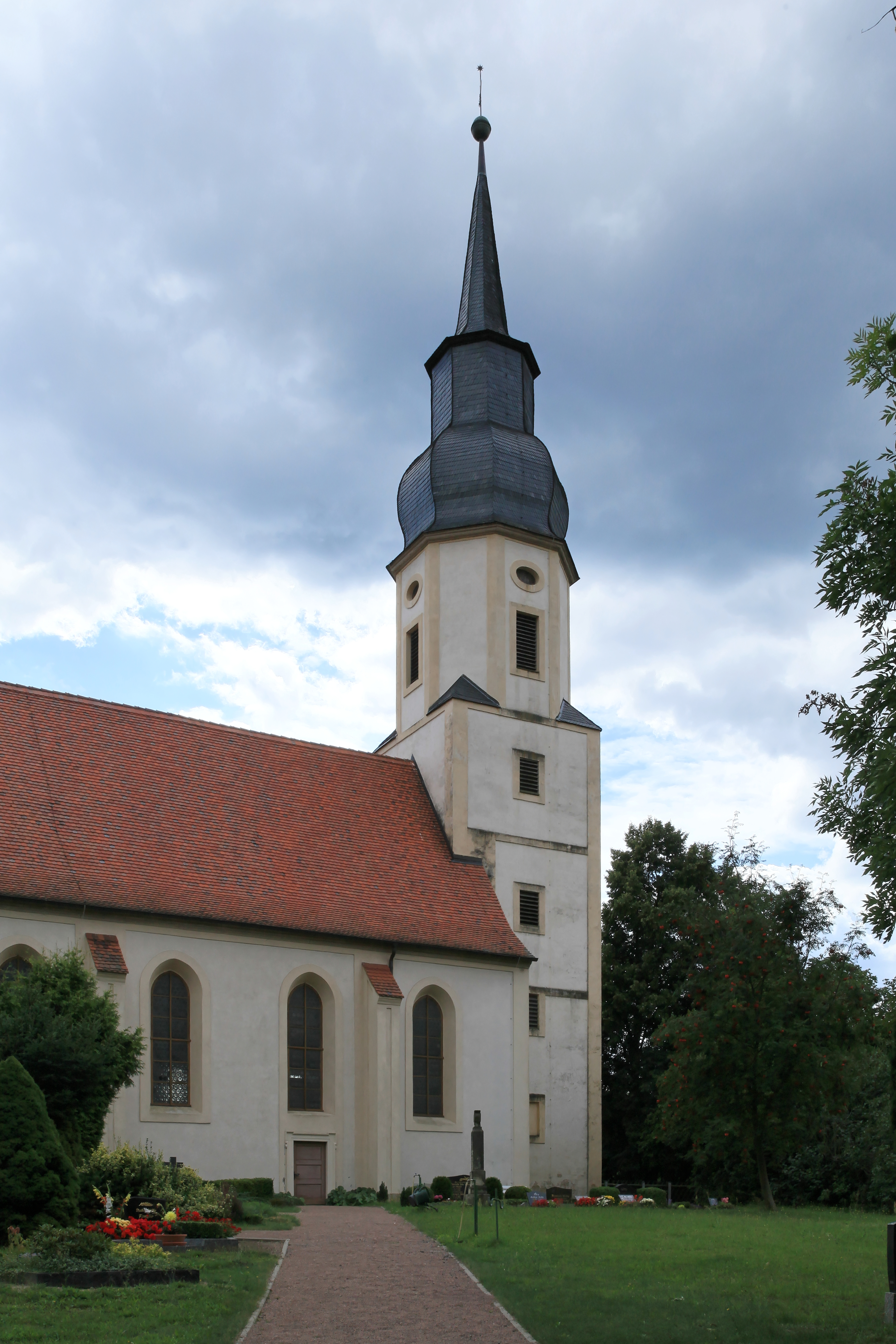
Dorfkirche Reinharz

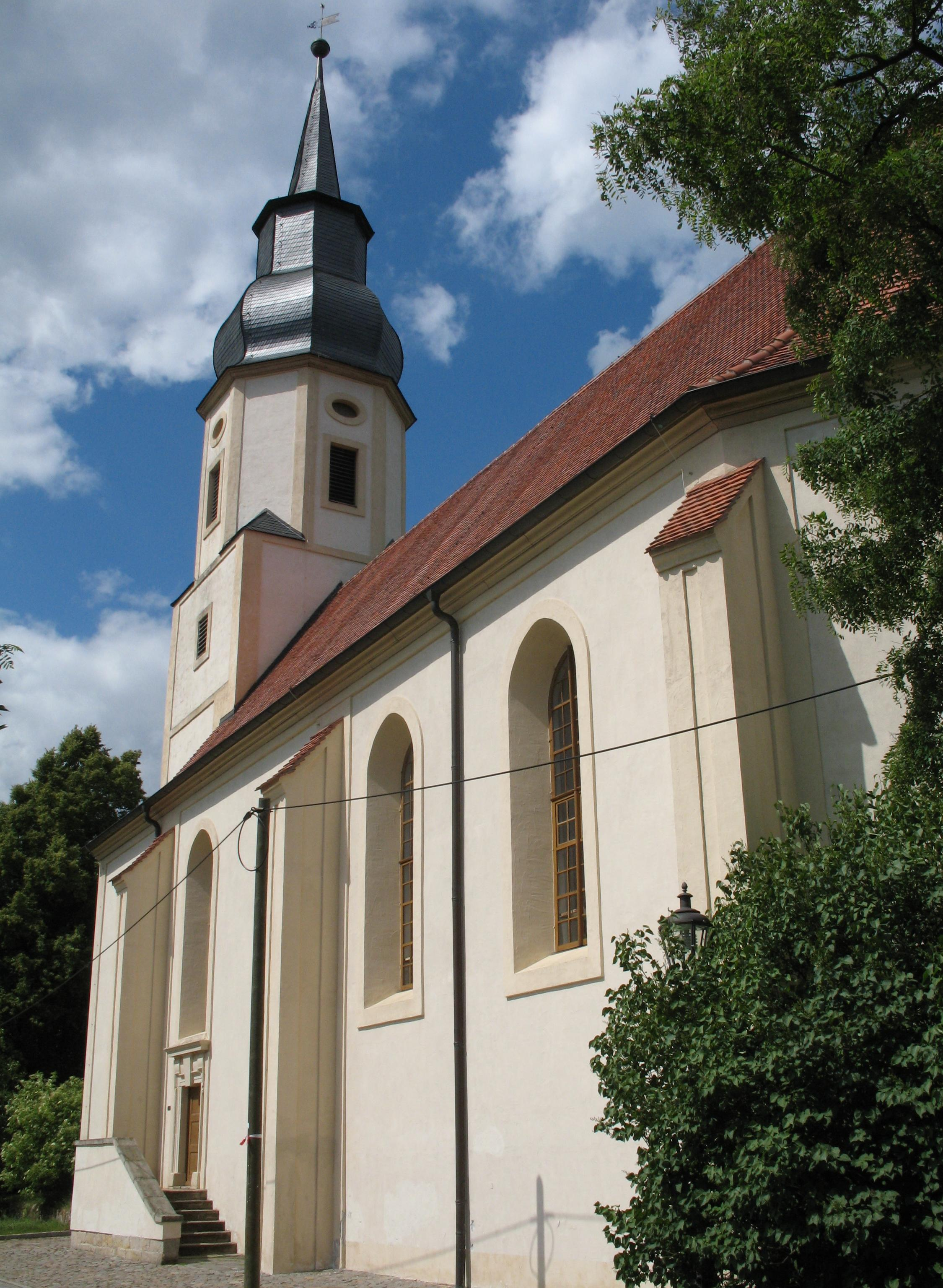
Südostansicht

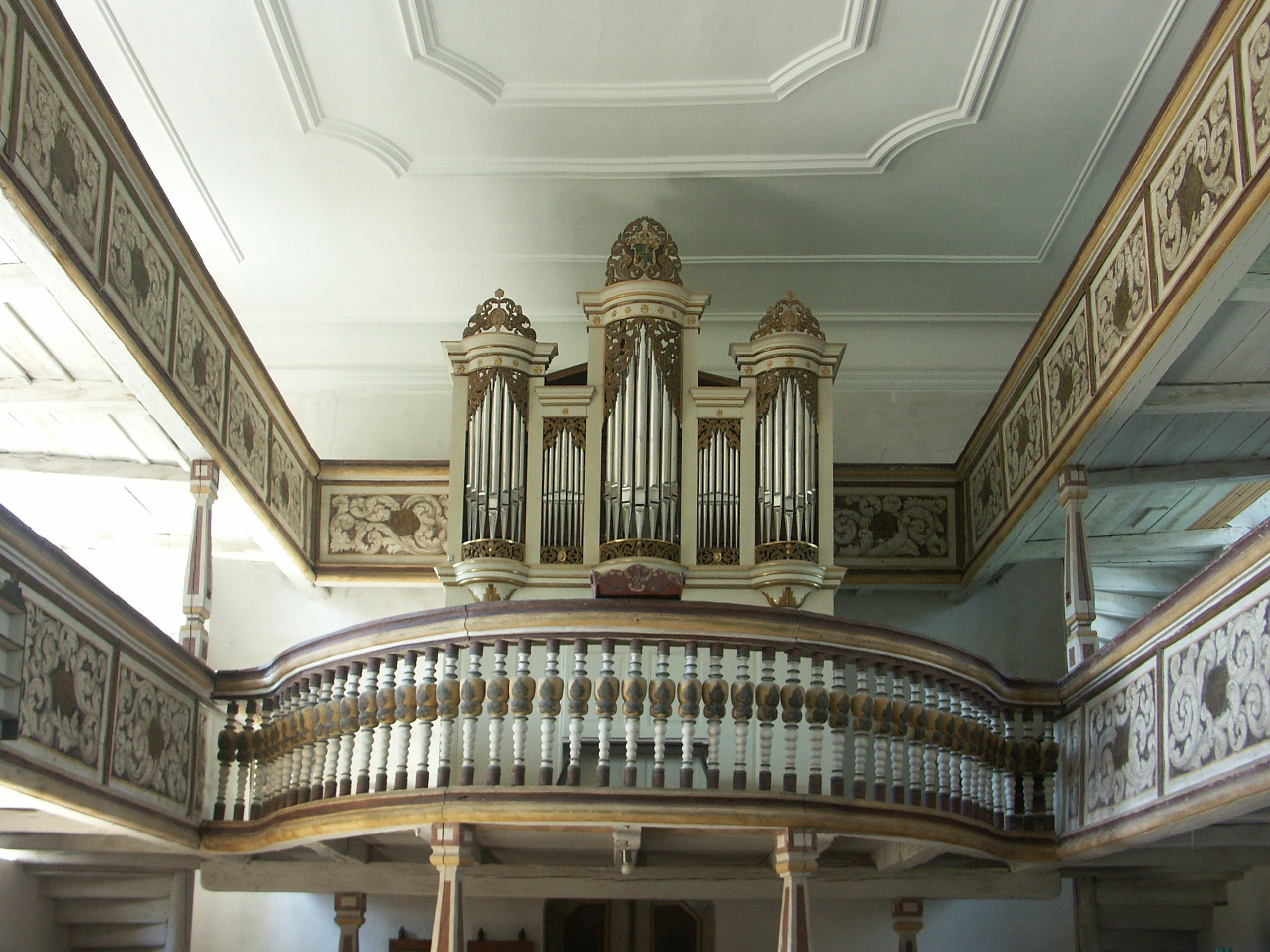
Orgel

Die evangelische Dorfkirche Reinharz ist eine barocke Saalkirche im Ortsteil Reinharz von Bad Schmiedeberg im Landkreis Wittenberg in Sachsen-Anhalt. Sie gehört zur Kirchengemeinde Bad Schmiedeberg im Kirchenkreis Wittenberg der Evangelischen Kirche in Mitteldeutschland (EKMD).

## Geschichte und Architektur
Die Dorfkirche Reinharz wurde nach einer Inschrift im Jahr 1704 als verputzter barocker Backsteinbau fertiggestellt. Restaurierungen wurden in den Jahren 1951–1954 und 1996/1998 durchgeführt. Die Kirche besteht aus dem Saal mit dreiseitigem Schluss und einem Westturm mit kuppeliger, geschweifter Haube; Eingänge sind im Süden, Westen und Norden angeordnet. Das Schiff ist mit gotisierenden Spitzbogenfenstern und Strebepfeilern ein bedeutendes Zeugnis einer historisierenden Richtung der Spätbarockarchitektur, die vor allem an Bauwerken in neugeschaffenen Grundherrschaften auftrat und mit dem Verweis auf altertümliche Stilmerkmale offenbar den Herrschaftsanspruch der Grundherren legitimieren sollte (ähnlich wie bei der Kirche in Wölkau in Sachsen).

## Ausstattung
Innen zeigt das Bauwerk eine einheitliche Ausstattung aus der Bauzeit. Eine flache Gipsdecke mit Stuckrahmen schließt den Raum, eine dreiseitige Empore ist im Osten um den Altarraum herumgeführt, im Westen zweigeschossig ausgebildet, an die Südempore schließt östlich die Herrschaftsloge an. Die Brüstungen sind mit Akanthusranken in Grisaillemalerei verziert; der Orgelchor ist konvex mit Balustergitter versehen.
Der Altaraufsatz ist mit Säulengliederung versehen, im Sprenggiebel ist das Patronatswappen angeordnet. Das Altarblatt mit Kreuzabnahme nach Peter Paul Rubens wurde 1990 gestohlen. Der Taufstein steht auf einem Balusterfuß, die Schale von 1821 wurde ebenfalls gestohlen. Die polygonale Kanzel ist mit Schalldeckel versehen. Ein barockes Vortragekreuz stammt aus der Zeit um 1704. Unter den Epitaphen sind die folgenden beachtenswert: Nördlich gegenüber der Loge befindet sich das sehr qualitätvolle, hochbarocke Alabasterrelief für den Bau- und Patronatsherren Heinrich Löser auf Klöden, Reinharz und Meuro (1665–1705); vor gemalter Draperie steht die Büste des Verstorbenen mit Vita, umgeben von allegorischen Gestalten und Ahnenprobe; vermutlich aus Leipzig. Die Einbeziehung technischer Geräte wie Zirkel, Lineal, Jacobsstab und Vollkreisinstrument an einem Epitaph ist in dieser Art einmalig. Ein hölzernes Epitaph erinnert an Johann Christoph Herold († 1752). Aus dem Vorgängerbau ist ein romanisches Taufbecken aus Sandstein mit profiliertem Bogenfries, in den Bogenöffnungen Akanthusblätter oder knopfartige Rosetten erhalten, das wohl vom Anfang des 13. Jahrhunderts stammt; es wurde 1998 bei Bauarbeiten gefunden.
Die Orgel ist ein Werk von Conrad Geißler aus dem Jahr 1864 mit 14 Registern auf zwei Manualen und Pedal.